# Fréauville
Fréauville ist eine französische Gemeinde mit 144 Einwohnern (Stand: 1. Januar 2022) im Département Seine-Maritime in der Region Normandie. Sie gehört zum Arrondissement Dieppe und zum Kanton Neufchâtel-en-Bray und ist Teil des Kommunalverbands Londinières.

## Geographie
Fréauville ist ein Bauerndorf im Tal der Eaulne im Naturraum Pays de Bray. Es liegt 34 Kilometer südöstlich von Dieppe.

### Nachbargemeinden
| Londinières               |         | Saint-Pierre-des-Jonquières Smermesnil |
| Sainte-Agathe-d’Aliermont | Kompass |                                        |
| Croixdalle                |         | Bailleul-Neuville                      |

## Bevölkerungsentwicklung
Die Bevölkerungsanzahl ist durch Volkszählungen seit 1793 bekannt. Die Einwohnerzahlen bis 2005 werden auf der Website der École des Hautes Études en Sciences Sociales veröffentlicht.
| Jahr | Bevölkerungsanzahl |
| ---- | ------------------ |
| 1962 | 212                |
| 1968 | 195                |
| 1975 | 155                |
| 1982 | 131                |
| 1990 | 140                |
| 1999 | 141                |
| 2006 | 142                |
| 2015 | 133                |

## Sehenswürdigkeiten

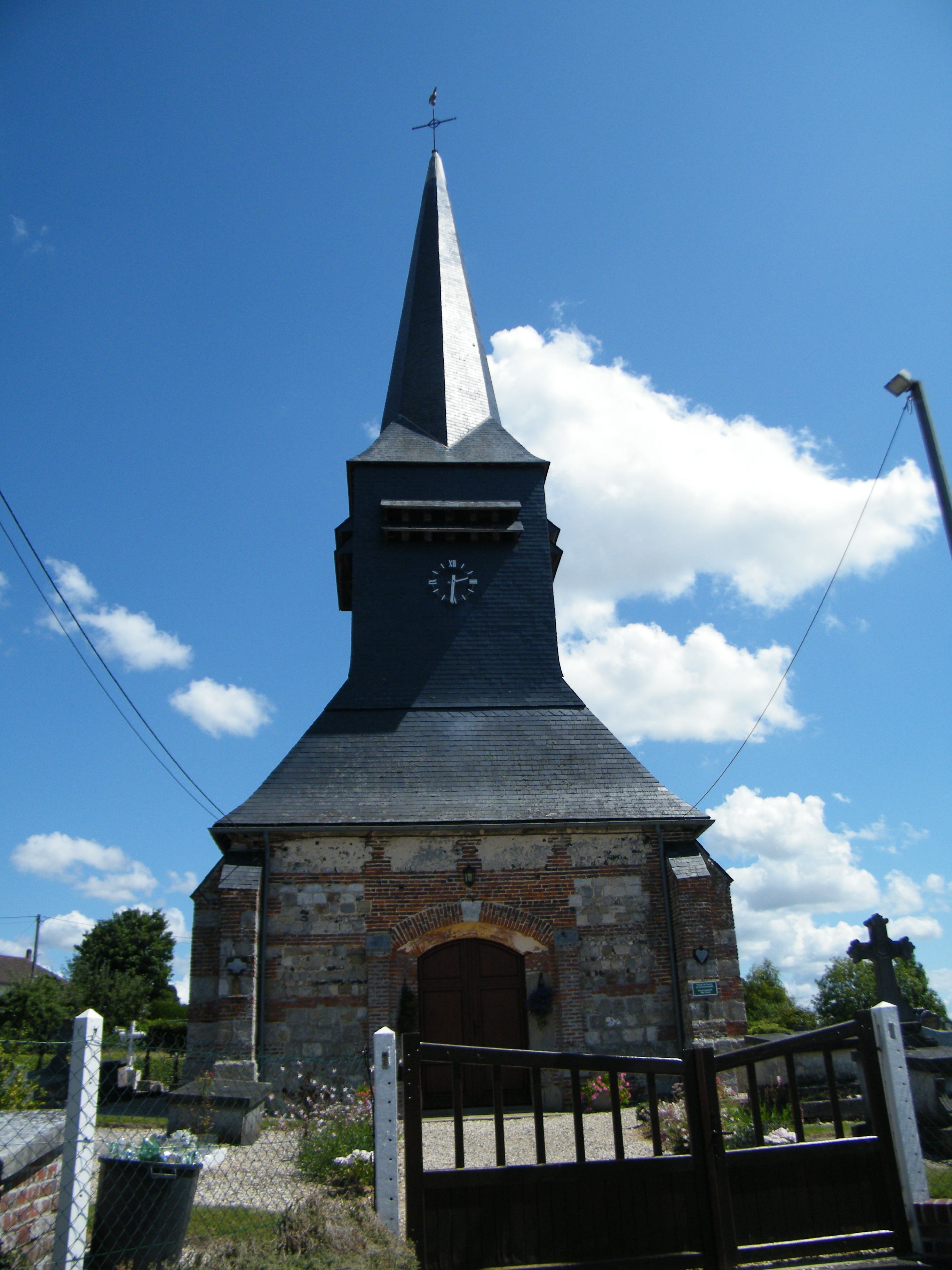
Kirche Saint-Pierre aus dem 12. Jahrhundert
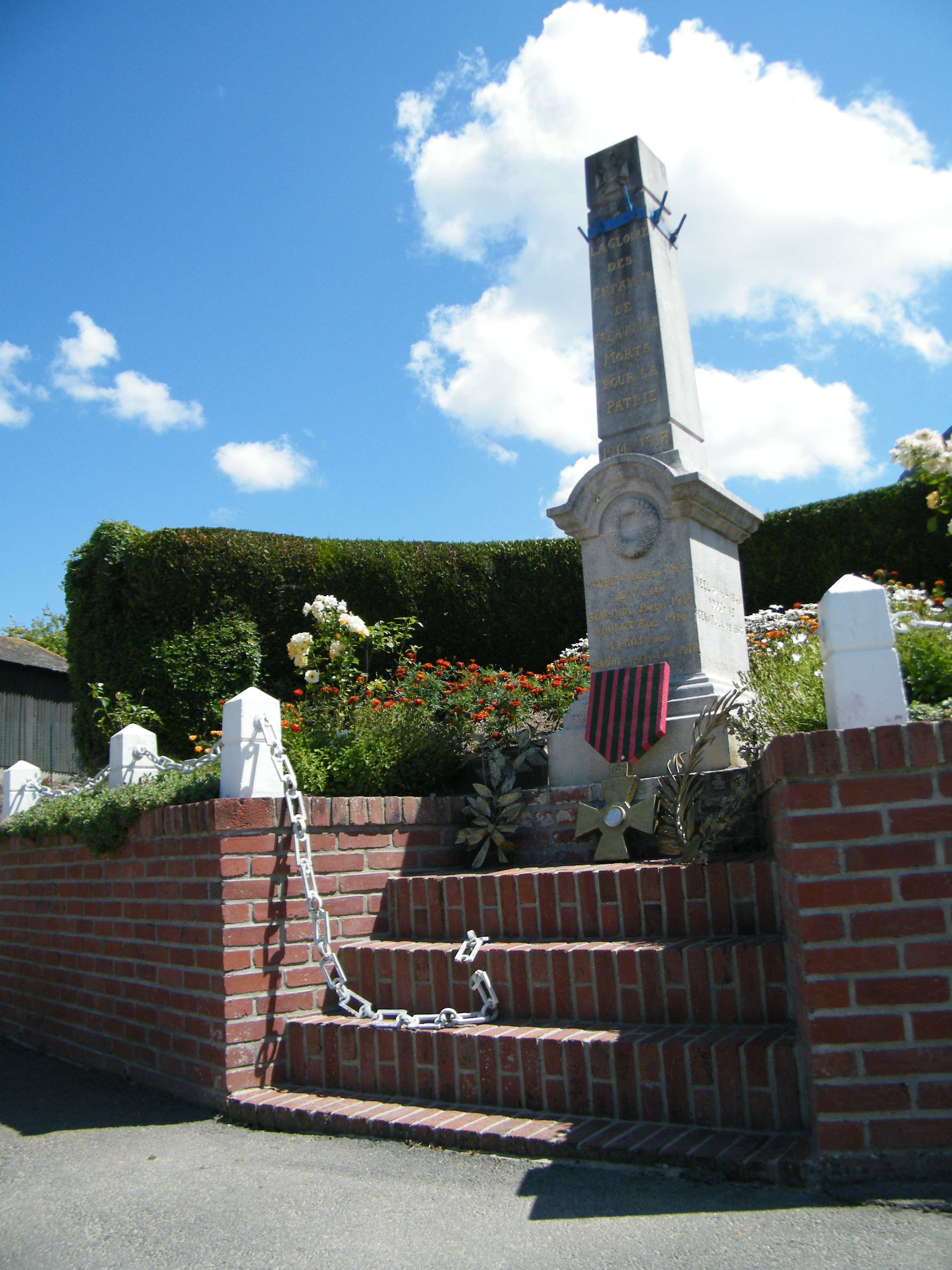
Kriegerdenkmal

## Persönlichkeiten
Der Kardinal Nicolas de Fréauville († am 15. Januar 1323) stammt aus Fréauville.